# Arznei-Engelwurz
Die Arznei-Engelwurz oder Echte Engelwurz (Angelica archangelica) ist eine Pflanzenart aus der Gattung Engelwurzen (Angelica) innerhalb der Familie der Doldenblütler (Apiaceae). Sie ist in den kühl-gemäßigten bis subarktischen Gebieten auf der Nordhalbkugel weitverbreitet und wird in der Heilkunde verwendet. Die Arznei-Engelwurz sollte nicht mit dem Riesen-Bärenklau verwechselt werden.

## Beschreibung und Ökologie

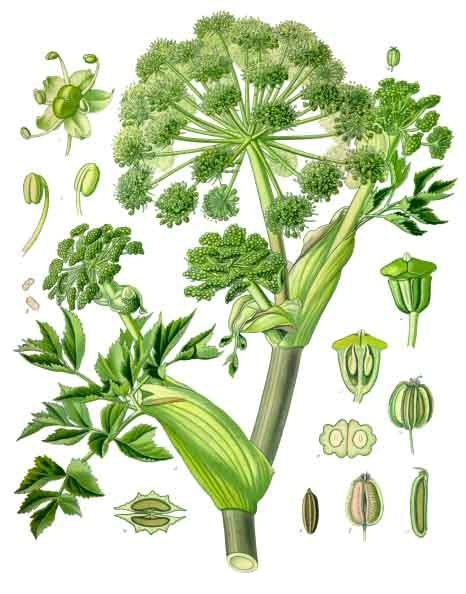
Illustration aus Köhler's Medizinalpflanzen

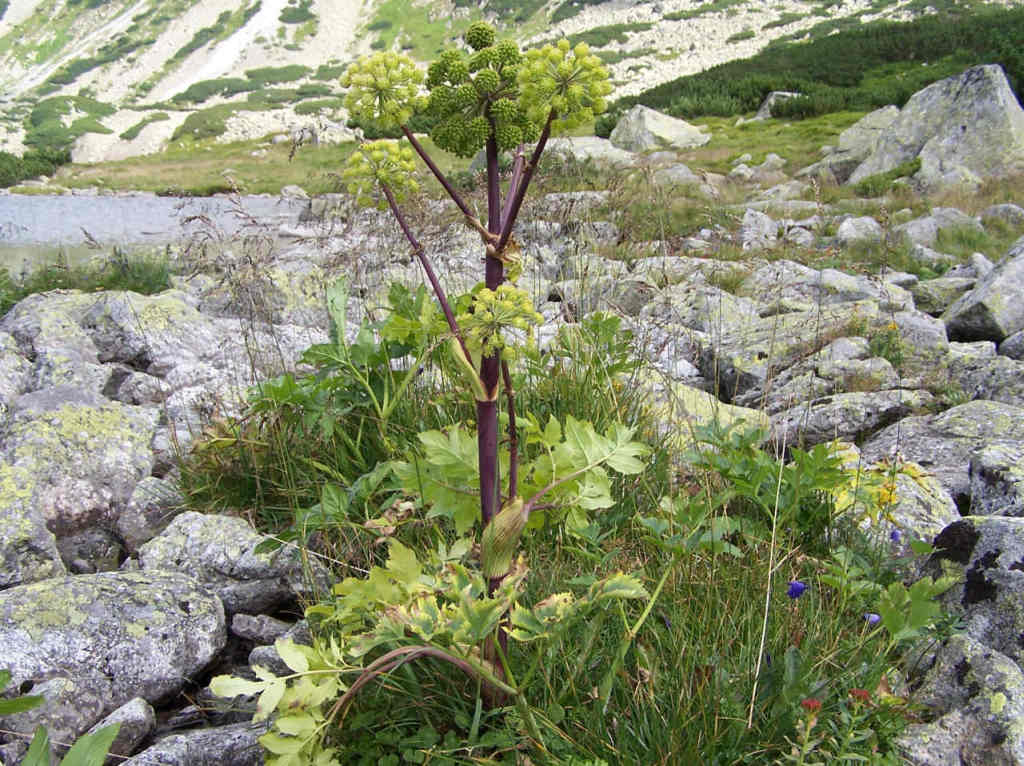
Habitus und Blütenstand

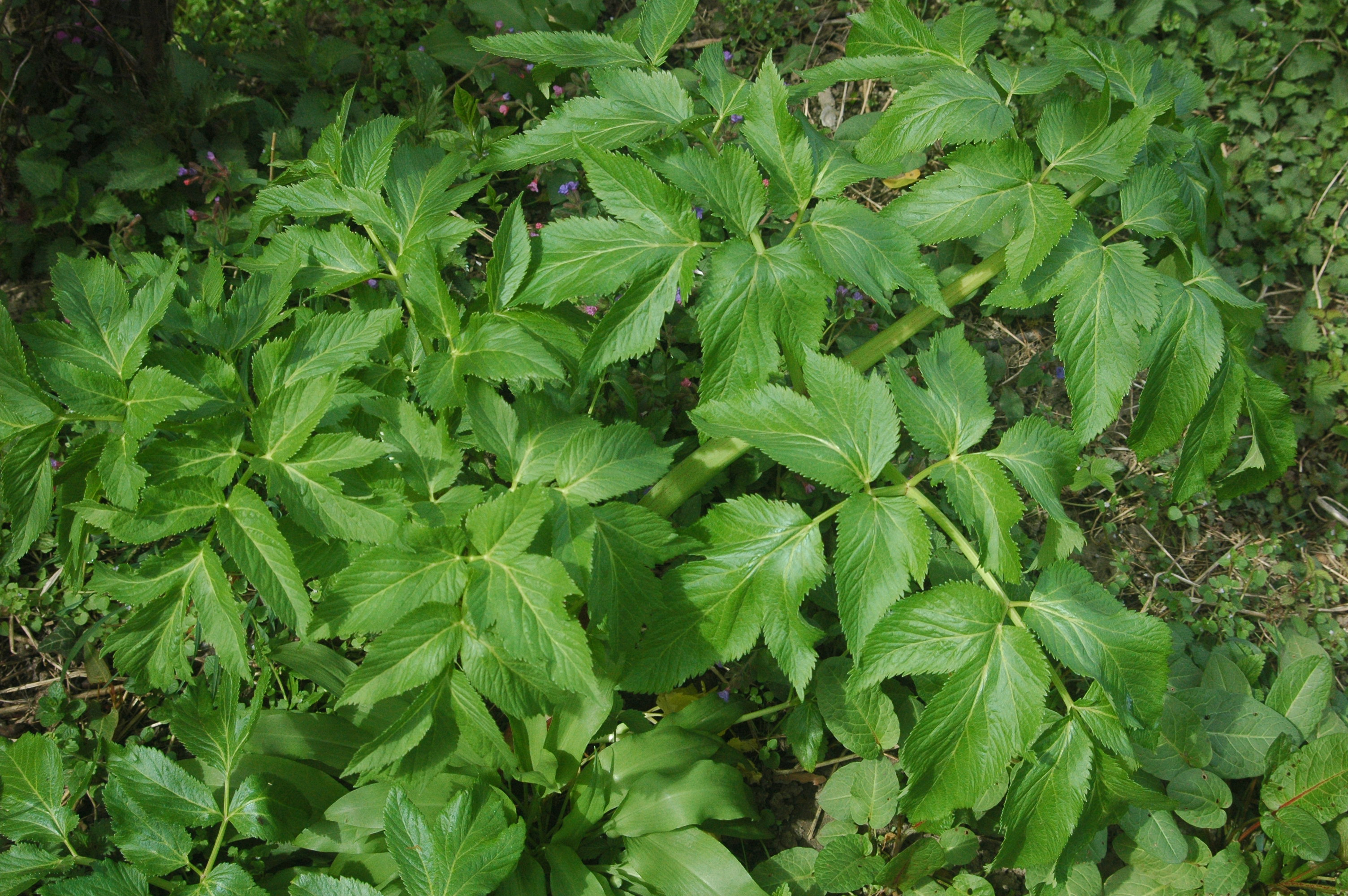
Gestielte Laubblätter

### Erscheinungsbild und Blatt
Die Arznei-Engelwurz ist eine sommergrüne, zwei- bis vierjährige, nur einmal blühende (hapaxanthe) krautige Pflanze und erreicht Wuchshöhen von 1,2 bis 3 Metern, selten nur 50 Zentimetern. Sie besitzt eine dicke, manchmal gegabelte Pfahlwurzel, die bei Wildpflanzen oft rübenförmig ausgebildet ist, bei Kulturpflanzen meist kurz und mit vielen Adventivwurzeln besetzt ist. Die aufrechte Sprossachse (Stängel) ist zumindest an der Basis stielrund, schwach gerillt, innen markig-hohl, oben verzweigt und schmeckt und riecht würzig.
Die grundständig und wechselständig am Stängel verteilt angeordneten Laubblätter sind in Blattscheide, Blattstiel und Blattspreite gegliedert. Die Grundblätter sind lang gestielt. Die Blattstiele der oberen Stängelblätter sind als weite, knospenumfassende Blattscheiden ausgebildet und haben eine weniger stark zerteilte Spreite als die unteren. Die meisten Laubblätter sind zwei- bis dreifach gefiedert, ihre Spreite ist hell-grün und oft 60 bis 90 Zentimeter lang. Die einzelnen Fiederabschnitte sind bei einer Länge von 5 bis 8 Zentimetern eiförmig sowie am Rand grob und unregelmäßig gezähnt. Die Endfieder an der Blattspitze ist meist dreispaltig. Die Blattstiele sind im Querschnitt rund und hohl. Die Blattscheiden sind fast ganz krautig (Angelica archangelica subsp. archangelica) bzw. häutig (Unterart Angelica archangelica subsp. litoralis).

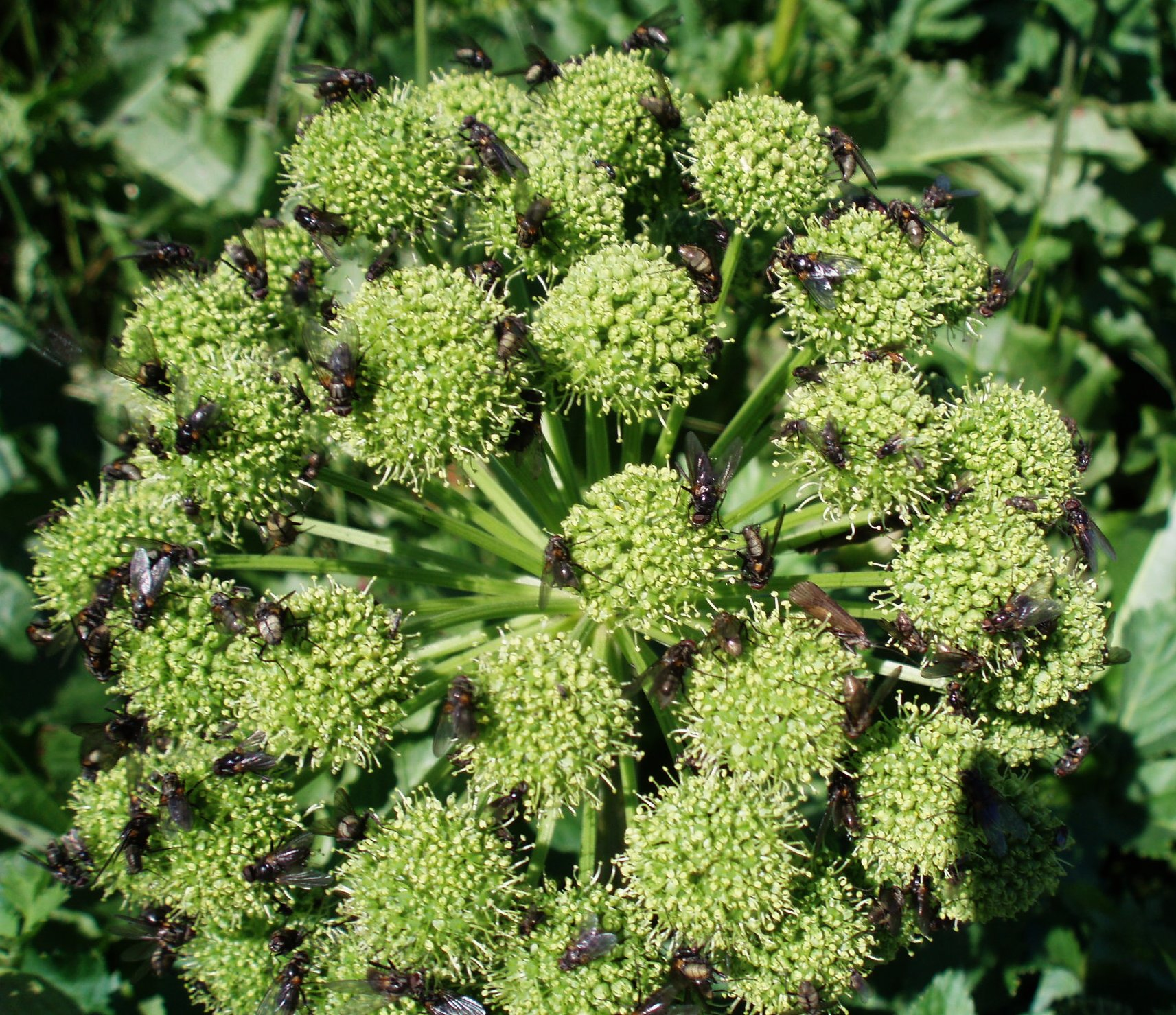
Doppeldoldiger Blütenstand von oben mit vielen Insekten

### Blütenstand, Blüte und Frucht
Der Blütenstandsschaft ist nur in den obersten Bereichen behaart. Die endständigen, halbkugeligen, doppeldoldigen Blütenstände sind bei einem Durchmesser von 8 bis 15 Zentimetern relativ groß und enthalten viele Blüten. Es gibt 20 bis 40 Doldenstrahlen, sie sind mindestens an den Innenseiten rau-flaumig. Eine Doldenhülle ist meist nicht vorhanden. Die Hüllchenblätter sind zahlreich, von lineal-pfriemlicher Form und so lang bis halb so lang wie die Döldchenstrahlen.
Die zwittrigen Blüten sind fünfzählig mit doppelter Blütenhülle. Die fünf Kelchzähne sind undeutlich ausgebildet. Die fünf grünlich-weißen bis gelblichen Kronblätter sind nicht genagelt und bei einer Länge von 1 bis 1,5 Millimeter sowie einer Breite von 0,75 bis 1,25 Millimeter elliptisch und oben in eine eingebogene Spitze verschmälert. Die Griffel sind während der Anthese kurz. Die Staubfäden sind 2,5 bis 3 Millimeter lang und überragen die Kronblätter.
Die blassgelbe Spaltfrucht, in dieser Familie auch Doppelachäne genannt, ist bei einer Länge von 5 bis 8 Millimeter sowie einer Breite von 3,5 bis 5 Millimeter breit-elliptisch. Die rückenständigen Hauptrippen sind fädlich bis leicht gekielt und leicht vorspringend. Die Randrippen sind flügelig ausgebildet und relativ dick. Die Ölstriemen sind zahlreich, klein und umgeben das Nährgewebe ringförmig. Die Griffel sind zur Fruchtreife zurückgebogen, bis 2 Millimeter lang, dabei doppelt so lang wie das Griffelpolster.

### Chromosomensatz
Die Chromosomenzahl beträgt für beide Unterarten 2n = 22.

## Ökologie und Phänologie
Die Blüten duften nach Honig und werden durch Insekten bestäubt. Die Blütezeit reicht von Juni bis August.

## Vorkommen

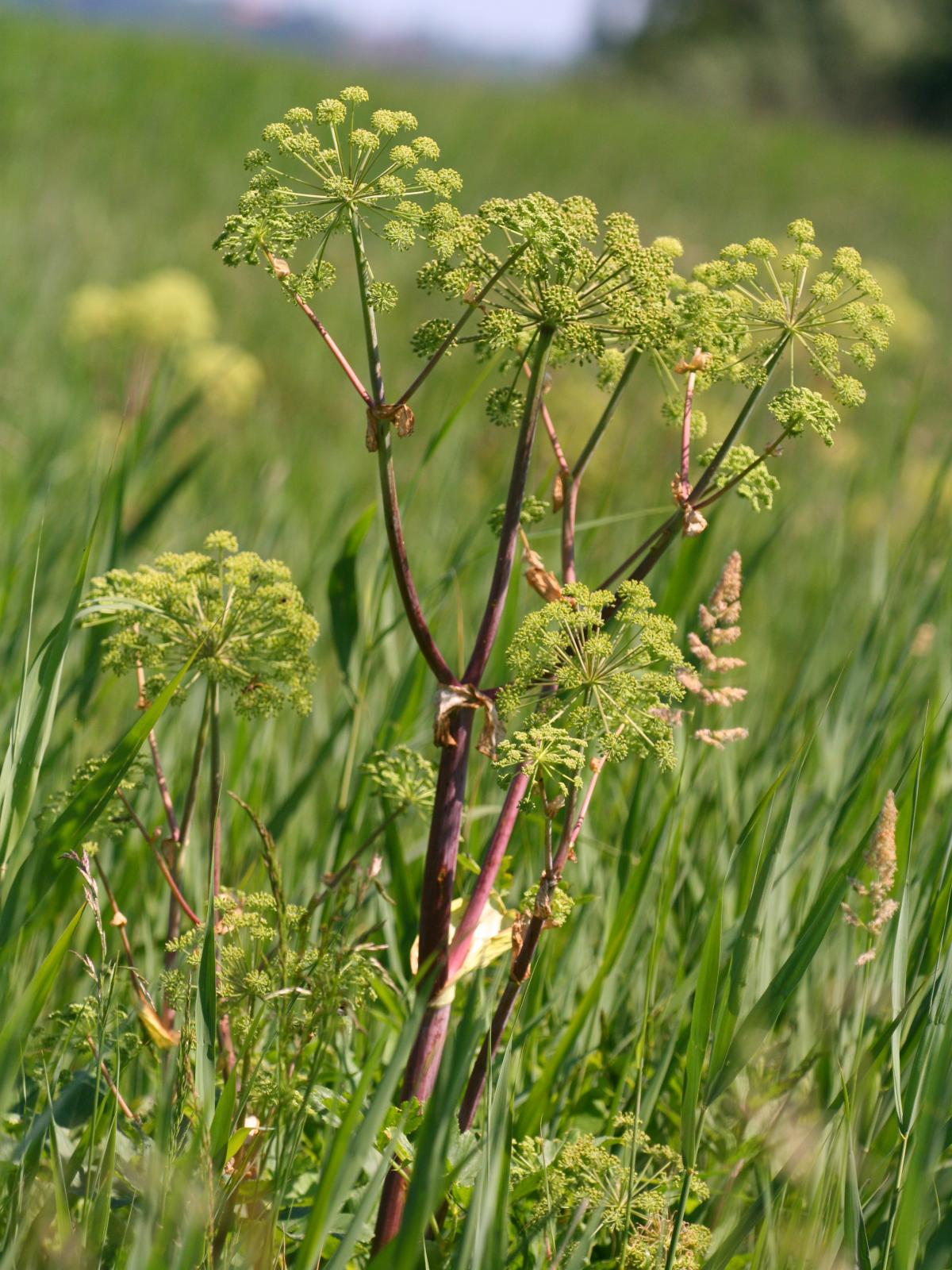
Küsten-Engelwurz (Angelica archangelica subsp. litoralis)

Die Arznei-Engelwurz ist in Nord- und Osteuropa sowie Sibirien, im Himalaya, im südlichen Grönland und in Nordamerika verbreitet. Es gibt Fundortangaben für Dänemark, Norwegen, Schweden, Finnland, Island, die Niederlande, Deutschland, Tschechien, das Baltikum, die Slowakei, den europäischen Teil Russlands, Belarus, die Ukraine, Moldawien, Serbien, Kroatien, Georgien, den Kaukasusraum und Sibirien.
Sie kommt in Mitteleuropa eher selten und nur an feuchten Standorten vor. Sie wird auch kultiviert.
Die Arznei-Engelwurz wächst in feuchten Wiesen, an Ufern. Sie kommt hauptsächlich auf nassen, zeitweise überschwemmten, nährstoffreichen Tonböden vor.

## Systematik
Die Erstveröffentlichung von Angelica archangelica erfolgte 1753 durch Carl von Linné in Species Plantarum, Tomus I, S. 250–251. Synonyme für Angelica archangelica L. sind Archangelica norvegica Rupr., Archangelica officinalis Hoffm.
Je nach Autor gibt es von der Art Angelica archangelica etwa zwei Unterarten:
- Angelica archangelica subsp. archangelica, die Nominatform, besitzt linealische Hüllchenblättchen, die gleich lang wie die Döldchen sind. Der Stängel ist weich und saftig, schmeckt und riecht würzig. Sie wird als Gewürz- und Heilpflanze angebaut. Ihre Heimat ist Nord- und Osteuropa, die Sudeten und Karpaten. Sie kommt ursprünglich vor in Dänemark, Norwegen Schweden, Finnland, Island, auf den Färöer-Inseln, in den Niederlanden, Deutschland, Tschechien, Slowakei, Litauen, Lettland, Estland, im europäischen Russland und im Kaukasusraum, Belarus, Ukraine und in Kroatien.[8] In Großbritannien, Belgien und Frankreich ist sie ein Neophyt.[8] Sie ist pflanzensoziologisch in Mitteleuropa eine Charakterart des Verbands Senecion fluviatilis.[4]
- Küsten-Engelwurz (Angelica archangelica subsp. litoralis (Fr.) Thell., Syn.: Angelica litoralis Fr.) mit pfriemlichen Hüllchenblättern, die etwa halb so lang sind wie das Döldchen. Der Stängel ist hart, schmeckt und riecht scharf und stechend. Die Unterart ist an den Küsten Nordeuropas verbreitet, ansonsten sehr selten. Sie kommt ursprünglich vor in Dänemark, Norwegen, Schweden, Finnland, Island, Deutschland, Estland, im europäischen Russland und auf den Färöer-Inseln.[8] An den Donauufern flussabwärts bis etwa Wien tritt sie als Neophyt auf, wobei die Zugehörigkeit der Populationen zu dieser Unterart nicht vollständig geklärt ist.[9] Sie wächst an feuchten Ufern und in Gebüschen und ist salzertragend (halophil bzw. halotolerant). Sie ist pflanzensoziologisch eine Charakterart des Convolvulo-Archangelicetum litoralis aus dem Verband Senecion fluviatilis.[4]

Für Norddeutschland wird diskutiert, welche der beiden Unterarten im Gebiet vorkommen. Für Mecklenburg-Vorpommern und auch Niedersachsen wird angenommen, dass die vorherrschende Unterart entlang von Flussläufen und Kanälen Angelica archangelica ssp. litoralis ist, während die Nominatform im Gebiet wohl nur in wenigen Einzelexemplaren auftritt.
Umstritten ist auch die Zuordnung der Populationen in Süddeutschland, da die Pflanzenexemplare in ihren Merkmalen vermitteln. So wurden die Vorkommen in Verlandungsröhrichten und -rieden der Donau-Altwässer 2011 als autochthon eingestuft und zu Angelica archangelica subsp. archangelica gestellt.

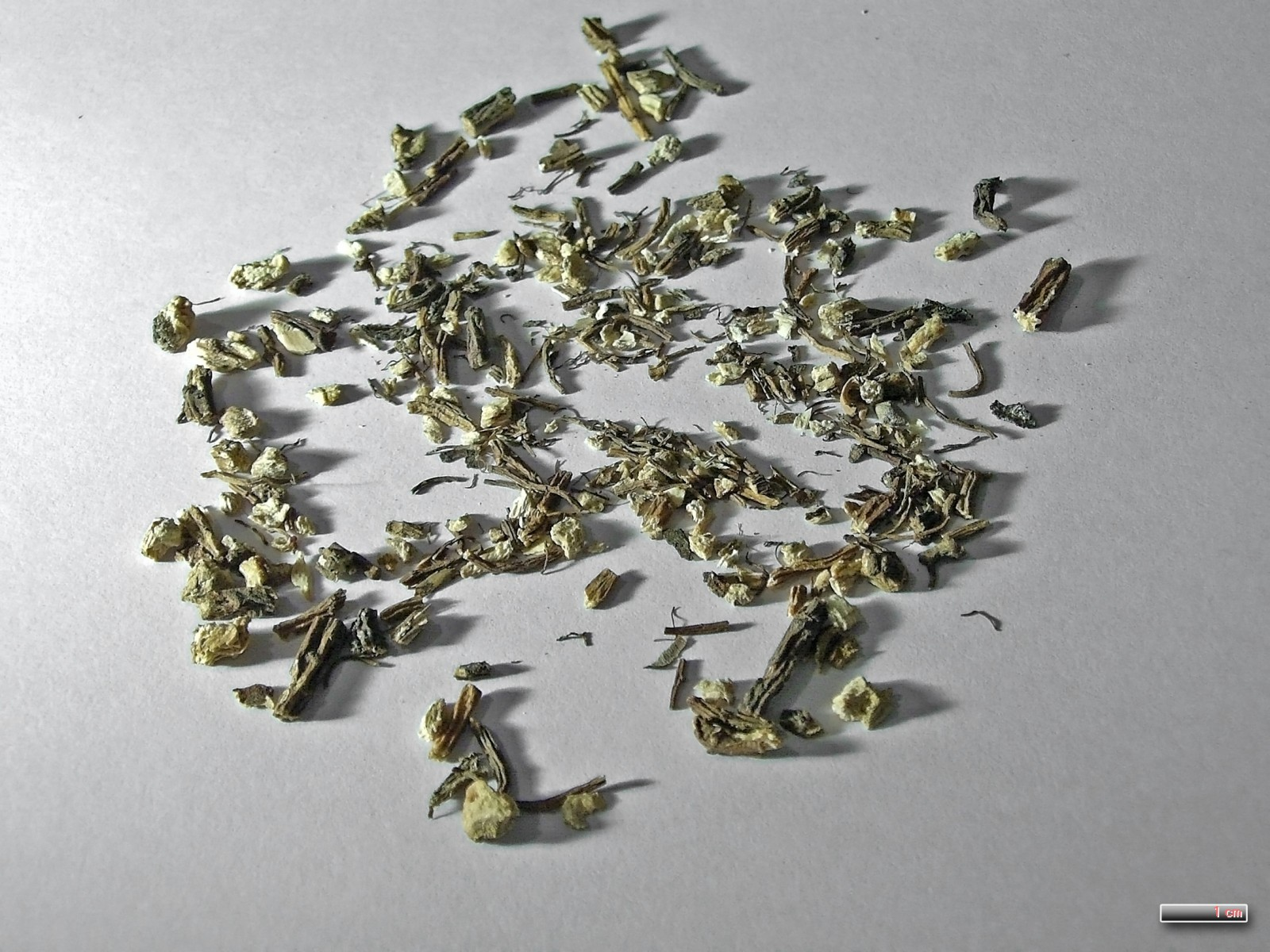
Arznei-Engelwurz in Form der Wurzeldroge (Angelicae radix)

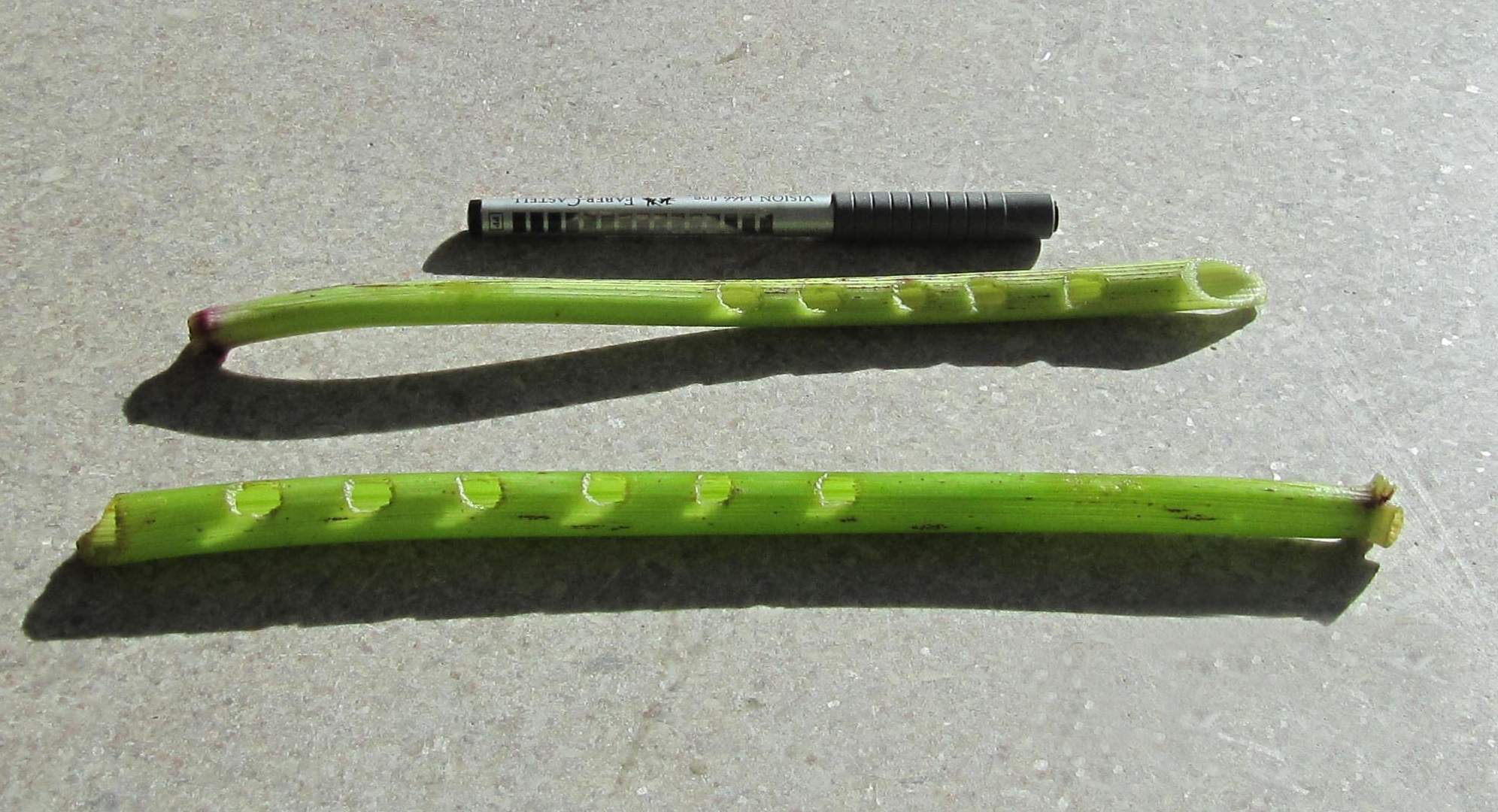
Fadno, das einzige traditionelle Blasinstrument der Samen, aus dem grünen Stängel geschnitten.

## Giftigkeit und Inhaltsstoffe
Die Arznei-Engelwurz gilt als schwach giftig.

### Inhaltsstoffe
Hauptwirkstoff im frischen Rhizom und in den getrockneten Wurzeln ist 0,1–0,37 % 15-Oxypentadecenlacton. Weitere Inhaltsstoffe und Wirkstoffe: 0,35–1 % ätherische Öle ebenfalls mit 15-Oxypentadecenlacton als Hauptkomponente. Das Rhizom enthält 0,35 bis 1,3 % ätherische Öle, welche sich vorwiegend aus Monoterpenen zusammensetzen. Die wichtigsten Bestandteile sind β-Phellandren (13 bis 28 %), α-Phellandren (2 bis 14 %) und α-Pinene (14 bis 31 %). Ein kleiner Teil des ätherischen Öls besteht aus Sesquiterpenen, etwa β-Bisabolen, (−)-α-Bisabolol, β-Caryophyllen, und aus makrocyclischen Lactonen.
Daneben wurden über 60 weitere Komponenten identifiziert. Weitere Bestandteile sind rund 20 photosensibilisierende Furocumarine, darunter Bergapten, Imperatorin, Xanthotoxin, Angelicin, Archangelicin, oder die C-prenylierten Cumarine Osthenol und Osthol, Umbelliferon.  Ferner die Cumarine: Angelicin, Bergapten, Imperatorin Osthol, Osthenol, Xanthotoxin, Xanthotoxol und Umbelliprenin. Außerdem enthalten die Wurzeln Angelica- und Fumarsäure, Chlorogen- und Kaffeesäure, Harze und Flavanone.

### Wirkungen beim Menschen
Wirkungen auf die Haut: Die fluoreszierenden Furocumarine als phototoxische Substanzen können auf der Haut eine Dermatitis bewirken, die schwere Störungen des Allgemeinbefindens zur Folge haben kann. Auf frisch gemähten Wiesen kann die Berührung mit dem Saft der Pflanze die sogenannte Wiesengräserdermatitis hervorrufen, ähnlich wie beim Wiesen-Bärenklau (Heracleum sphondylium). Sehr empfindliche Menschen können bei Hautkontakt mit frischem Pflanzensaft gegen Sonnenlicht sensibilisiert werden (Angelicadermitis).
Pharmakologische Wirkung: Es sind Vergiftungen bei der Anwendung größerer Dosen von Radix bzw. Oleum Angelicae zur Abtreibung bekannt.

## Verwendung

### Kulinarische Verwendung
Das Öl aus Wurzeln und Samen ist Bestandteil von Kräuterlikören und Bitterschnäpsen, wie Boonekamp, Bénédictine und Chartreuse. Kandierte Stängel werden als Süßigkeit und als Verzierung für Backwaren angeboten. Engelwurz ist auch Bestandteil des Schneeberger Schnupftabaks. Mit den Früchten werden Wermutwein, Gin und Chartreuse aromatisiert. Madaus nennt auch einen „Choleralikör“.

### Verwendung in der Medizin
Verwendung finden vor allem die unterirdischen Pflanzenteile: Als Droge Angelicae radix, welche Bitterstoffe und ätherische Öle enthält, also zu den Amara-Drogen gehört. Alkoholische Auszüge oder Tees werden gegen Appetitlosigkeit, leichte Magen- und Darmkrämpfe, Völlegefühl und Blähungen eingesetzt. Engelwurz wirkt karminativ, antimikrobiell bzw. antibiotisch und regt die Magensaft- und Bauchspeicheldrüsen-Sekretion an.
Arznei-Engelwurz könne bei Anorexia nervosa (Magersucht) verwendet werden. In der Volksmedizin wird das ätherische Öl (als Droge Angelicae aetheroleum) aus den Wurzeln innerlich gegen Schlaflosigkeit und äußerlich gegen Rheuma und Neuralgien angewendet. In größeren Mengen ist das ätherische Öl toxisch. Die Pflanze könne als Antiseptikum der ableitenden Harnwege Behandlung von Zystitis (Harnblasenentzündung) unterstützen.
Bei Wildsammlungen besteht eine Gefahr der Verwechslung mit anderen Doldenblütlern, etwa dem giftigen Gefleckten Schierling (Conium maculatum). Der kommerzielle Anbau erfolgt vorwiegend in Polen, den Niederlanden und Deutschland, in geringerem Ausmaß auch in Belgien, Frankreich, Italien, Schweiz und Tschechien. Angebaut werden vornehmlich Landrassen, die der Varietät sativa der Unterart archangelica zugerechnet werden und die manchmal als eigene Art Angelica sativa bezeichnet wird. Die Ernte erfolgt in der Regel im Oktober und November des zweiten Anbaujahres nach Eintritt der Vegetationsruhe. Die Erträge liegen zwischen 2,5 und 4 Tonnen pro Hektar.
Madaus empfiehlt besonders die frische, im Frühjahr gegrabene Wurzel der Arznei-Engelwurz, von ihm zitierte Autoren z. T. auch Kraut und Samen. Die Ärzte der Renaissance lobten die Hilfe der Engelwurz gegen die Pest, Paracelsus auch bei inneren Infektionen, als Herzmittel und bei Blähungen. Nach Lonicerus treibt sie Gift aus, wärmt u. a. bei Bauch- und Brustaffektionen, der Geruch soll das Herz stärken. Matthiolus schloss Fisteln mit dem Wurzelsaft. Hufeland verordnete Angelica bei Schwächezuständen während Typhus, Dysenterie, Peripneumonie und Nervenfiebern, Renner bei Hydrops, von Schwarz bei Febris puerperalis putrida, Clarus als Antiparalytikum und Stomachikum. Kneipp berichtet Erfolge bei Ruhr und Cholera, das Pulver reinige Magen und Darm, aber auch die Lunge und wirke wundheilend, bei Kolik, Unterbauchschmerzen, Hals- und Kehlkopfbeschwerden. Nach Leclerc helfen Aufguss oder Tinktur vor jeder Mahlzeit bei Appetitlosigkeit. Die Volksmedizin schätzt Engelwurz als schweißtreibendes, magenstärkendes, katarrh- und krampflösendes Mittel, in der Schweiz als Antidot und bei zähem Schleim.
Die Kommission E stellt in einer Positivmonographie die Wirksamkeit von Angelikawurzel bei „Appetitlosigkeit, dyspeptischen Beschwerden wie leichte Magen-Darm-Krämpfe, Völlegefühl, Blähungen“ fest. Die Tagesdosis beträgt demzufolge 4,5 g Droge, 1,5–3 g Fluidextrakt (1:1), 1,5 g Tinktur (1:5) Zubereitungen entsprechend bzw. 10–20 Tropfen ätherisches Öl. Kontraindikationen und Interaktionen sind nicht bekannt. Die enthaltenen Furanocumarine wirken UV-sensibilisierend. Für die Anwendung von Zubereitungen aus Angelikafrüchten und -kraut als harn- und schweißtreibendes Mittel wird von der Kommission E in einer Negativmonographie hingegen keine belegte Wirksamkeit gesehen.
Die Pflanze gelte als sputumlösend (auswurflösend) bei Husten, Bronchitis und Pleuritis (Brustfellentzündung), besonders in Verbindung mit Fieber, Erkältung und Influenza (Grippe). Arznei-Engelwurz eigne sich für Brustumschläge.

### Botanische und pharmazeutische Geschichte

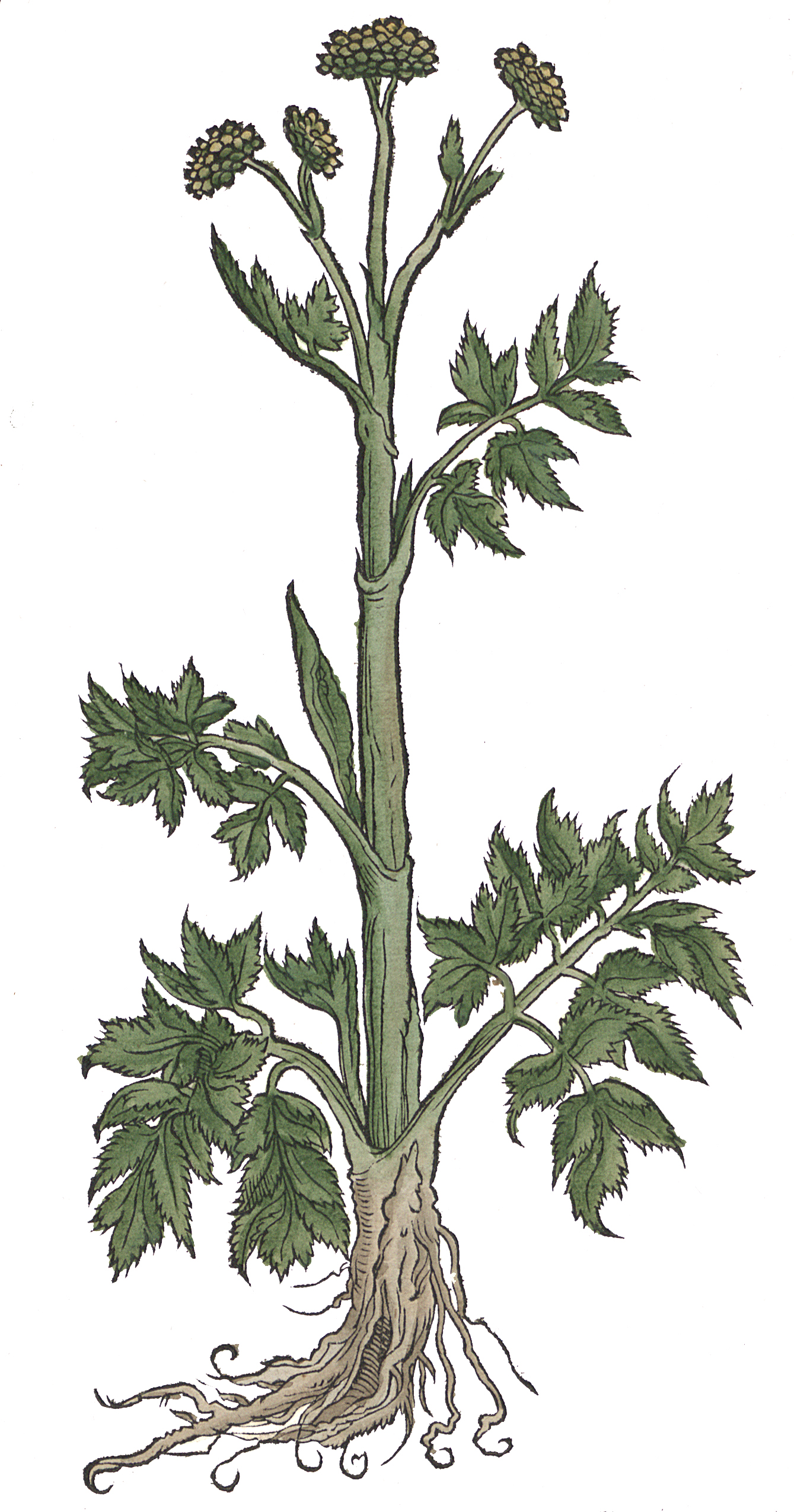
Angelica – Angelica archangelica. Otto Brunfels 1537. Weitere historische Abbildungen:

Als Pflanzenart der nördlichen Breitengrade, die in Island und Skandinavien schon früh als Gemüse angebaut wurde, war die Arznei-Engelwurz den antiken Autoren des Mittelmeerraumes nicht bekannt. Erstmals in einem Kräuterbuch erwähnt wurde sie als Angelica im nordeuropäischen Galgant-Gewürz-Traktat aus dem 14. Jahrhundert, das wohl fälschlich einem „Alexander Hispanus“ als Verfasser zugesprochenen wurde. Dieser Galgant-Gewürz-Traktat gibt für die Arznei-Engelwurz folgende Wirkungen an:
- Abwehr von „Zauber und Gift“
- Reinigung der Brust (daher der Name „Brustwurz“)
- Heilung von Bissen wütender Hunde
- Verdauungsanregung.[33]

Eine gedruckte Abhandlung über die Arznei-Engelwurz erschien erstmals im Kleinen Destillierbuch des Hieronymus Brunschwig. Brunschwigs Beschreibung zeugt davon, dass er mit dieser Arzneipflanze auch aus seiner Praxis vertraut war. Er unterschied zwischen der Arznei-Engelwurz und der Wald-Engelwurz, die er „bůchalter“ nannte:

„Angelica waſſer vom krut keyn alter philo[so]phus ſchriben iſt / darumb ſyn latinſcher namen von den tütſchen in übung iſt angelica. Aber in tütſcher zungen genant des heiligen geiſts wurtzlen von vilen bruſt wurtz / darumb dz es überflüſſig der bruſt bequem iſt / vnd iſt ein geſchlecht der meister wirtz von den latinſchen genant oſtrici. Aber angelica geſchlecht iſt zweyerley / wild vnd zam / krut vnd ſtengel in der leng ii. ellenbogen hoch. dz wild von den tütſchen bůchalter genant. […]“

In Bezug auf die Anwendung der Arznei-Engelwurz – hier speziell des Destillats aus den Wurzeln – folgte Brunschwig dem Galgant-Gewürz-Traktat.
Auch Paracelsus erwähnte wiederholt die therapeutischen Qualitäten der Engelwurz. In Rezepten mit mehreren Bestandteilen empfahl er die Wurzel – insbesondere das aus der Wurzel destillierte Öl – zur Behandlung von Schwindsucht („morbis siccis, seu phthisi“), als Vorbeugemittel gegen ansteckende Krankheiten („infectiones aëreas internas & praeseruatiuum contra pestem“), als Mittel gegen Schmerzen im Brustkorb („ad Icteritiam cordis, quo tumor non abit, sed dolor“) sowie als Bestandteil eines „Winterweines“ („consilia medica“). Er deutete die Engelwurz als Produkt einer „Transplantierung“ aus der Meisterwurz:
„… Ostricium iſt ein Erſter Sam / durch ſein Transplantierung aber wird Angelica geborn / vnd behalt auch ſein Samen“.
Die „Väter der Botanik“ (Otto Brunfels, Hieronymus Bock und Leonhart Fuchs) knüpften an die Ausführungen aus dem Destillierbuch des Hieronymus Brunschwig an und diskutierten weitschweifig, zu welcher Heilpflanze der Materia medica des Dioskurides die Arznei-Engelwurz wohl passen würde.
Bis zur Mitte des 19. Jahrhunderts wurde die Wurzel zur Bereitung des Theriak und des „Spiritus theriacalis“ verwendet:

„Spiritus Angelicae compositus. Zusammengesetzter Angelicageist. Statt des Spiritus theriacalis. Nimm: Angelicawurzel ein Pfund [ca. 360 g], Baldrianwurzel, Wacholderbeeren, von jedem drei Unzen [ca. 90 g]. Nachdem sie zerschnitten, zerstoßen und in die Destillierblase gebracht sind, füge hinzu rectifizierten Weingeist sechs Pfund [ca. 2160 g], gemeines Wasser, soviel als hinreichend. Nach einer Maceration von 24 Stunden sollen sechs Pfund überdestillieren, in welchen eine und eine halbe Unze [ca. 45 g] Campher gelöst werden. Filtriere. Er sei farblos und klar.“

In den Jahren 1842/43 entdeckte der Münchner Pharmakologe Ludwig Andreas Buchner die Angelicasäure und stellte durch Verseifen des Angelicabalsams das Angelicin dar.
Im Jahre 1990 veröffentlichte die Kommission E des ehemaligen Bundesgesundheitsamtes eine (Negativ-)Monographie über Engelwurz-Früchte und -Kraut sowie eine (Positiv-)Monographie über Engelwurz-Wurzeln.
| Quellen zur Analyse der Inhaltsstoffe der Engelwurz |
| --- |
| - Johann Friedrich John. Chemische Tabellen der Pflanzenanalysen. J. L. Schrag, Nürnberg 1814, S. 17 (Tabelle IV) (Digitalisat) - Christian Friedrich Bucholz und Rudolph Brandes: Analyse der lufttrockenen Angelikawurzel (Angelica Archangelica) . In: Johann Bartholomäus Trommsdorff. Neues Journal der Pharmacie, Band I (1817), Stück 2, S. 138–188 (Digitalisat) - Ludwig Andreas Buchner: Neue chemische Untersuchung der Angelica-Wurzel. Eine Inaugural-Abhandlung. Schrag, Nürnberg 1842 (Digitalisat) - Ludwig Andreas Buchner: Neue chemische Untersuchungen der Angelica-Wurzel. In: Repertorium für die Pharmacie. Nürnberg, Band LXXVI (1842), S. 145–178 (Digitalisat) - Ludwig Andreas Buchner: Über eine eigentümliche flüchtige Säure aus der Angelicawurzel. In: Annalen der Chemie und Pharmacie. Heidelberg, Band XLII (1842), S. 226–233 (Digitalisat) - H. Meyer und D. Zenner: Über die flüchtigen Säuren in der Angelica officinalis. In: Annalen der Chemie und Pharmacie. Heidelberg, Band LV (1845). S. 317–330 (Digitalisat) - Jonathan Pereira’s: Handbuch der Heilmittellehre. Nach dem Standpunkte der deutschen Medicin bearbeitet von Rudolf Buchheim. Leopold Voß, Leipzig 1846–48, Band II 1848, S. 505–507 (Digitalisat) - Leopold Gmelin: Handbuch der Chemie. Heidelberg, Band V (1852), S. 496–499: Angelikasäure (Digitalisat) - August Husemann und Theodor Husemann: Die Pflanzenstoffe in chemischer, physiologischer, pharmakologischer und toxikologischer Hinsicht. Für Aerzte, Apotheker, Chemiker und Pharmakologen. Springer, Berlin 1871, S. 813–815 Angelicasäure, Angelicin und Angelicabitter (Digitalisat); S. 1130: Angelicaöl (Digitalisat) - Theodor Husemann: Handbuch der gesammten Arzneimittellehre. 2 Bände, Springer, Berlin 1873–1875. 2. Aufl., Springer, Berlin 1883, Band II, S. 961–962 (Digitalisat) |

## Trivialnamen
Für die Arznei-Engelwurz (lateinisch Angelica, deutsch auch Engelwurzel) gibt es, zum Teil nur regional, neben anderen auch die Trivialnamen Angelika, Norwegisch Angelik, Zam Angelik, Angilje, Angolkenwörtel (Altmark), Argelkleinwurzel (Rendsburger Apotheke), Artelkleewurzel (Rendsburger Apotheke), Brustwurz, Brustwurzel, Buchhalter, Cholerawurzel, Dreieinigkeitswurzel, Engelwurtz (mittelhochdeutsch), Gartenangelik (Schweiz), Geilwurzel (Rendsburger Apotheke), Geistwurzel (Schlesien), Giftwürze (Schweiz), Gölk (Altmark), Glückenwurzel (Rendsburger Apotheke), Glüthenwurzel (Rendsburger Apotheke), Heiliggeistwurzel, Heiligenwurzel, Heiligengeistwurzel (St. Gallen), Ledepipenkrawt, Lidtpfeiffenkraut, Luftwurzel (Schlesien) und Theriakwurzel.